# Rhoda Mulaudzi
Rhoda Mulaudzi (* 2. Dezember 1989 in Venda) ist eine südafrikanische Fußballspielerin und ehemalige A-Nationalspielerin.

## Karriere

### Vereine
Mulaudzi kam zunächst für die in Pretoria ansässige Frauenfußballmannschaft von Mamelodi Sundowns in der Gauteng Sasol Liga, eine von seinerzeit neun Provinzligen, in den Spielzeiten 2016 bis 2018 zu Punktspielen.
Am 20. August 2018 wurde sie gemeinsam mit Refiloe Jane vom Canberra United FC verpflichtet. Dort spielte sie in der Saison 2018/19 für die Mannschaft in der W-League. In der höchsten Spielklasse im australischen Frauenfußball bestritt sie zwölf Punktspiele, in denen ihr vier Tore gelangen. Ihr Debüt zum Saisonstart am 28. Oktober 2018 gelang mit dem 2:0-Sieg im Heimspiel gegen den Melbourne City FC, zudem sie über 90 Minuten spielte und ihre Mannschaft mit ihrem ersten Tor, dem 1:0 in der 57. Minute, sogleich in Führung brachte.
Ab Juli 2019 gehörte sie der Frauenfußballmannschaft von Apollon Limassol auf Zypern an, dem amtierenden Meister. Sie wurde ihres Könnens in der First Division aufgrund der abgebrochenen Saison infolge der COVID-19-Pandemie jedoch beraubt. Ihr einziges Pflichtspiel bestritt sie am 10. August 2019 mit dem zweiten Spiel der Qualifikationsgruppe 7 für die Teilnahme an der Finalrunde im Wettbewerb der Champions-League. Das Spiel im heimischen Kolossi wurde mit 0:1 gegen Sporting Braga verloren. Daraufhin verließ sie den Verein und kehrte zu Mamelodi Sundowns zurück. Mit 36 Toren trug sie zur ersten Meisterschaft 2020 bei und avancierte nebenbei zur Torschützenkönigin – gemeinsam mit Hildah Magaia.
Mit der am 31. Juli 2020 bekannt gewordenen Verpflichtung von ihr und Lebogang Ramalepe zur Frauenfußballmannschaft des belarussischen Erstligisten FK Dinamo Minsk wurde sie für diesen vom 8. August 2020 (14. Spieltag) bis zum 29. April 2021 (6. Spieltag) in saisonübergreifenden zwölf Punktspielen berücksichtigt, in denen sie acht Tore erzielte. Mit sieben Toren in acht Spielen zuvor hatte sie zur ersten Meisterschaft des Vereins beigetragen. Mit dem nationalen Vereinspokals (5:4-Sieg im Elfmeterschießen gegen den ZFK Minsk) wurde auch das Double realisiert. Am 15. März 2021 wurde der ZFK Minsk erneut bezwungen – mit 4:0 im Finale um den belarussischen Supercup.
In ihre südafrikanische Heimat ein zweites Mal zurückgekehrt, spielt sie nunmehr ein drittes Mal für die Frauenfußballmannschaft von Mamelodi Sundowns und das mit Erfolg. In der höchsten Spielklasse – mittlerweile SAFA Women's League genannt – belegte sie mit ihrer Mannschaft viermal in Folge den ersten Platz, gleichbedeutend mit vier Meisterschaften. Der bislang größte Erfolg datiert vom am 19. November 2021 mit dem Gewinn der von der CAF organisierten Champions League. Der Premieren-Wettbewerb wurde mit 2:0 über den Hasaacas Ladies FC aus Ghana gewonnen.

### Nationalmannschaft
Mulaudzi nahm mit ihrer Mannschaft am Turnier um den Zypern-Cup 2015 teil und kam im zweiten Spiel der Gruppe C beim 1:0-Sieg über die Nationalmannschaft Belgiens am 6. März in Paralimni zu ihrem ersten A-Länderspieleinsatz – wenn auch erst ab der 83. Minute für Portia Modise. Am 22. Januar 2017 kam sie als Einwechselspielerin für Andisiwe Mgcoyi in der 71. Minute gegen die Nationalmannschaft Frankreichs zum Einsatz; das in Freundschaft ausgetragene Länderspiel wurde in Saint-Denis auf der Insel Réunion mit 0:2 verloren. Im Spieljahr 2019 wurde sie in fünf weiteren Freundschaftsspielen eingesetzt, von denen eins in den Vereinigten Staaten und eins in Japan ausgetragen wurde. Erneut mit ihrer Mannschaft im Turnier um den Zypern-Cup vertreten, kam sie im ersten und dritten Spiel der Gruppe A, beim 2:2-Unentschieden gegen die Nationalmannschaft Finnlands und bei der 1:2-Niederlage gegen die Nationalmannschaft Tschechiens am 27. Februar und am 4. März jeweils in Larnaka zum Einsatz. Als Afrika-Cup-Finalist 2018 für die Weltmeisterschaft 2019 das erste Mal qualifiziert, gehörte sie im Gegensatz zum Afrika-Cup 2018, dem WM-Kader 2019 an. Ihr einziges WM-Spiel bestritt sie am 17. Juni mit dem letzten Spiel der Gruppe B bei der 0:4-Niederlage gegen die Nationalmannschaft Deutschlands in Montpellier. Ihr letztes A-Länderspiel erfolgte am 12. Februar 2022 in Lusaka bei der 0:3-Niederlage im Freundschaftsspiel gegen die Nationalmannschaft Sambias.

## Erfolge
Mamelodi Sundowns
- CAF-Champions-League-Siegerin: 2021
- Südafrikanische Meisterin 2020, 2021, 2022, 2023, 2024[17]
- Torschützenkönigin 2020 (36 Tore; gemeinsam mit Hildah Magaia)

FK Dinamo Minsk
- Belarussische Supercup-Siegerin 2021
- Belarussische Meisterin 2020
- Belarussische Pokalsiegerin 2020

## Auszeichnung
- Fußballerin des Jahres 2020[18]